# Alexander Medina
Alexander Medina, vollständiger Name Alexander Jesús Medina Reobasco (* 8. August 1978 in Salto) ist ein uruguayischer Fußballtrainer und ehemaliger Fußballspieler.

## Karriere

### Verein
Ab dem Torneo Apertura 1998 wird der auch „Cacique“ genannte Medina mit der Vereinszugehörigkeit zum damaligen uruguayischen Erstligisten Huracán Buceo geführt. Im Jahr 2000 spielte er dann in der Segunda División für Central Español und bestritt mit diesem Verein in der Erstligasaison 2001 das sogenannte Torneo Clasificatorio. Apertura und Clausura 2002 verbrachte er erneut in der zweiten uruguayischen Liga, dieses Mal in den Farben von Liverpool Montevideo. Dem Aufstieg folge ein weiteres Jahr für diesen Klub in der Primera División. Insgesamt erzielte er im Laufe seiner Vereinszugehörigkeit 35 Tore in 58 Spielen, wobei er mit 22 Toren in 31 Spielen in der Erstligasaison sogar die bessere Torquote aufwies und Torschützenkönig der uruguayischen Primera División wurde. Diesen Titel konnte sich Medina, der nun bereits bei Nacional unter Vertrag stand, auch im darauffolgenden Jahr sichern. Seine in 33 Spielen erreichte Torausbeute von 26 Treffern wurde jedoch ebenfalls von Carlos Bueno erreicht, mit dem er sich diese Meriten teilen musste. In der Folgesaison gewann er in der verkürzten Zwischensaison, in der im uruguayischen Fußball auf den europäischen Spiel-Rhythmus mit einer Unterteilung der Saison zum Jahreswechsel, statt wie bisher zur Jahresmitte umgestellt wurde, seinen ersten uruguayischen Meistertitel. Nach dieser Meistersaison, in der seine persönliche Statistik 15 Spiele und sechs Tore aufwies, wagte Medina den Schritt ins Ausland und schloss sich dem spanischen Erstligisten FC Cádiz an. Nach zwei Spielzeiten (47 Einsätze/6 Tore) wechselte er innerhalb Spaniens zu Racing de Ferrol. In 30 Begegnungen der Saison 2007/08 eingesetzt, gelangen ihm lediglich drei Torerfolge. In der Folge kehrte er zur Apertura 2008 nach Uruguay zurück, schloss sich erneut Nacional an und gewann mit seinen Mannschaftskameraden die Meisterschaft 2008/09. Abermals verließ er nun den montevideanischen Klub in Richtung Ausland. Statt Europa war aber dieses Mal das Nachbarland Argentinien das Ziel. Dort bestritt er 13 Erstliga-Partien (kein Tor) der Apertura 2009 für Arsenal de Sarandí. 2010 folgte ein Wechsel nach Chile zu Unión Española. Für den Verein aus Santiago schoss er fünf Tore in 22 Spielen der Apertura 2010. Zum Torneo Clausura 2011 trat er wieder den Rückweg in sein Heimatland an und spielt dort in der Clausura 2011 für den Erstligisten River Plate Montevideo (acht Spiele, vier Tore). Seit der Spielzeit 2011/12 steht er zum mittlerweile dritten Mal in Reihen der Bolsos, zu deren abermaligen Meisterschaftsehren jener Saison er mit acht Toren in 23 Einsätzen beitrug. Während seiner Engagements bei Nacional kam er auch auf internationaler Klubebene zum Einsatz und absolvierte insgesamt 26 Partien in den Copa-Libertadores-Wettbewerben 2004, 2005, 2009 (acht Spiele/ein Tor), 2012 (2/0) und 2013 (3/0). In der Spielzeit 2012/13 stehen 24 Primera-División-Einsätze für ihn zu Buche, in denen er fünf Tore erzielte. In der Saison 2013/14 kam er in vier Erstligaspielen (ein Tor) und einer Partie der Copa Libertadores 2014 (kein Tor) zum Zuge. Nach der Saison verließ er die Montevideaner und schloss sich Mitte August 2014 Centro Atlético Fénix an, wo ihm das Trikot mit der Rückennummer 9 zugeteilt wurde. Dort wurde er in der Saison 2014/15 in 16 Erstligaspielen (zwei Tore) eingesetzt. Nach Abschluss der Saison beendete er seine Karriere.

### Nationalmannschaft
Sein bislang einziges Länderspiel für die Nationalmannschaft Uruguays bestritt Medina am 1. März 2006 unter Nationaltrainer Gustavo Ferrín, als er beim Freundschaftsspiel an der Anfield Road gegen die Auswahl Englands in der 87. Minute für Diego Forlán eingewechselt wurde.

### Trainer
Bei Nacional Montevideo begann Medina 2016 seine Laufbahn als Trainer. Bis 2017 war er hier als Co-Trainer aktiv. Im Dezember des Jahres wurde er zum Cheftrainer befördert. Den Posten behielt er bis zum 6. Dezember 2018 inne. Im Juni 2019 gab der Club Atlético Talleres aus Argentinien seine Verpflichtung bekannt. Im Dezember 2021 ging Medina nach Brasilien als Trainer bei Internacional Porto Alegre. Nachdem der Klub in der Staatsmeisterschaft von Rio Grande do Sul nur das Halbfinale erreicht hatte, wurde er nach dem ersten Spieltag der Série A 2022 am 15. April 2022 entlassen.
Medina nächste Stadion wurde ab Mai 2022 der argentinische Klub CA Vélez Sarsfield, bei welchem er bis März 2023 blieb. Im November 2023 gab der FC Granada seine Anstellung bekannt. Nachdem das Team von 14 Spielen nur eines gewinnen konnte, wurde Medina am 19. März 2024 entlassen.

## Erfolge
Als Spieler
- 3× Uruguayischer Meister: 2005, 2008/09, 2011/12
- 2× Torschützenkönig der uruguayischen Primera División: 2003, 2004